# Cdiscount
Cdiscount S.A. mit Sitz in Bordeaux ist eine vom französischen Einzelhandelskonzern Groupe Casino kontrollierte französische e-commerce-Plattform (über die börsennotierte Zwischenholding Cnova), ursprünglich auf CDs und DVD spezialisiert, die heute aber ein volles Sortiment von Unterhaltungselektronik, Haushaltsgeräten, Informatik, Telefonie etc. bis hin zu Bekleidung, Möbel, Heimwerkergegenstände, Autozubehör und ähnlichen anbietet, sowohl direkt als auch als Online-Marktplatz, und ist die führende französische e-commerce Plattform.

## Hintergrund
Cdiscount wurde 1998 von den Brüdern Hervé, Christophe und Nicolas Charle als einfacher CD-Händler gegründet und ist seit Februar 2000 eine Tochtergesellschaft der Casino Gruppe. Im September 2008 erhöhte Casino ihren direkten und indirekten Anteil auf 79,6 % des Kapitals
Im Januar 2011 hat die Casino-Gruppe die Anteile der Charle-Brüder ganz erworben: Die Gruppe hält nun fast das gesamte Kapital von Cdiscount (direkte und indirekte Beteiligung 99,6 %).
Im September 2011 startete Cdiscount "C Market", einen Marktplatz, der Drittanbietern offensteht. Ziel des Unternehmens ist es, das Angebot zu erweitern und zusätzliche Einnahmen durch Provisionen für den Verkauf von Drittanbietern zu erzielen. Das gesamte über die Plattform abgewickelte Verkaufsvolumen betrug 2018 EUR 3,6 Mrd.